# بالبرده د بورگییس
بالبرده د بورگییس (به اسپانیایی: Valverde de Burguillos) یک شهرستان در اسپانیا است که در استان باداخس واقع شده‌است.